# Planktonweed Tape
Planktonweed Tape ist das erste Album des deutschen Rappers SpongeBOZZ. Es erschien am 17. April 2015 über das Independent-Label Bikini Bottom Mafia.

## Hintergrund
2013 lud SpongeBOZZ ein Video hoch, in dem er meinte, dass die Planktonweed EP kommen wird. 2014 veröffentlichte er auf seinem offiziellen YouTube-Kanal SpongeBozzTV den Freesong John F. Kennedy und kündigte gleichzeitig auf seiner Facebook-Seite an, dass dies ein Track der Planktonweed EP ist. Noch im selben Jahr gab er bekannt, dass er sich noch mehr Zeit für das Album nehme und aus der EP ein komplettes Tape werde. Das Album wurde mehrmals verschoben, anfangs war es für Februar 2015 geplant, letztendlich wurde es dann am 17. April 2015 veröffentlicht.

## Gastbeiträge und Produktion
SpongeBOZZ wird auf zwei Songs des Albums von dem Rapper Patrick Bang unterstützt, welcher auch bei Bikini Bottom Mafia unter Vertrag steht und dessen Vocals ebenfalls von Sun Diego stammen. Die Produktion des gesamten Albums übernahm Digital Drama, wobei dieser auf dem Song A.C.A.B von Gianni Giuliani unterstützt wurde.

## Versionen
Das Planktonweed Tape erschien in mehreren Versionen. Einmal die Standard-Edition mit allen 16 Songs, die God-of-Battle-Edition mit den 16 Tracks zusammen mit der KAMPFANSAGE, dem sogenannten Kingfinale des JuliensBlogBattles sowie dem Song God of Battle mit Instrumentalen und die Instrumentale der 16 Songs, zudem gab es noch die limitierte „Schwammconnection Box“, welche die God-of-Battle-Edition beinhaltete, sowie ein Poster, ein T-Shirt, eine gedruckten Autogrammkarte, ein Feuerzeug und Rauschgiftkonsumzubehör.

## Titelliste
| Nr. | Titel                                       | Länge |
| --- | ------------------------------------------- | ----- |
| 1.  | Intro                                       | 3:50  |
| 2.  | A.C.A.B                                     | 5:16  |
| 3.  | Che Guevara Flow                            | 3:14  |
| 4.  | Killa                                       | 4:49  |
| 5.  | Bikini Bottom Gangster (feat. Patrick Bang) | 4:11  |
| 6.  | Planktonweed (feat. Patrick Bang)           | 4:06  |
| 7.  | City of God                                 | 4:40  |
| 8.  | Vertrau Niemandem                           | 2:57  |
| 9.  | No Cooperacion Con La Policia               | 4:20  |
| 10. | John F. Kennedy                             | 4:02  |
| 11. | Streetfighter                               | 4:03  |
| 12. | G.T.A. Bikini Bottom                        | 4:19  |
| 13. | Kleinkrimineller                            | 3:22  |
| 14. | Zeit ist Geld                               | 3:36  |
| 15. | Drive By Shooting                           | 5:07  |
| 16. | Hasta La Vista                              | 4:11  |

## Rezeption

### Chartplatzierungen
Planktonweed Tape stieg auf Anhieb auf Platz eins in die deutschen sowie die österreichischen Albumcharts ein, während es in der Schweiz Rang drei belegte.
| ChartsChartplatzierungen | Höchstplatzierung | Wochen |
| ------------------------ | ----------------- | ------ |
| Deutschland (GfK)        | 1 (11 Wo.)        | 11     |
| Österreich (Ö3)          | 1 (11 Wo.)        | 11     |
| Schweiz (IFPI)           | 3 (5 Wo.)         | 5      |

| ChartsJahrescharts (2015) | Platzierung |
| ------------------------- | ----------- |
| Deutschland (GfK)         | 53          |
| Österreich (Ö3)           | 75          |

### Auszeichnungen für Musikverkäufe
| Land/Region     | Auszeichnungen für Musikverkäufe (Land/Region, Auszeichnung, Verkäufe) | Verkäufe |
| --------------- | ---------------------------------------------------------------------- | -------- |
| Europa (Impala) | 2× Silber                                                              | 40.000   |
| Insgesamt       | 2× Silber ·                                                            | 40.000   |

### Rezensionen
| Professionelle Bewertungen | Professionelle Bewertungen |
| -------------------------- | -------------------------- |
| Kritiken                   |                            |
| Quelle                     | Bewertung                  |
| rap.de                     | [ 8 ]                      |
| laut.de                    | [ 1 ]                      |

Planktonweedtape wurde von Kritikern negativ aufgenommen.
Die Redaktion von Rap.de gab dem Album einen von 5 möglichen Punkten. Man merkte zwar ausdrücklich an, dass SpongeBOZZ an sich ein technisch talentierter Rapper sei, Planktonweedtape könne aber dennoch „auch mit zwei zugedrückten Augen nicht überzeugen“, es sei „zu lieblos, zu konstruiert, zu themenarm, zu ereignislos, zu monoton und zu albern“. Delivery und Flow seien zwar präzise, aber monoton und austauschbar vorgetragen, es fehle an Variation und Eigenständigkeit. Zudem sei das Album inhaltlich belanglos und aufgrund der wahrgenommenen Monotonie in puncto Inhalt, Delivery, Stimmeinsatz, Flow, Reimschema und Sound bleibe auch nichts vom Album im Gedächtnis. Das Konzept dahinter wurde zudem als kalkulierte „Kinderverarsche“ bezeichnet. Positiv erwähnt wurde jedoch die Reimtechnik, welche zwar nicht komplex sei, aber lange, saubere Reimketten enthalte.
Die E-Zine laut.de vergab ebenfalls einen von insgesamt fünf Punkten. In der Kritik von Redakteur Philipp Kopka heißt es, der Künstler versuche krampfhaft neue Reimrekorde aufzustellen, was auf Kosten des Hörgenusses gehe sowie Inhalt und Unterhaltungswert hinten anstelle. Da SpongeBOZZ neben jenen Reimketten keinen Wiedererkennungswert besitze, versinke er im „Meer der Belanglosigkeit“. Ebenfalls kritisiert wird die Themenarmut und die sich immer wiederholenden Standardphrasen, welche in „anfangs noch als Ausreißer […] anmutende[n] Titeln wie JFK […] einfach fehl am Platz“ seien und SpongeBOZZ „wie eine Maschine, die immer und immer wieder die gleiche Leistung abspult“ wirken lassen.

### Indizierung
Ende April 2015 wurde bekannt, dass eine Entscheidung der Bundesprüfstelle für jugendgefährdende Medien über eine Indizierung des Albums bevorstehe. Anlass dafür soll das auf dem Album enthaltene Lied A.C.A.B. sein. Am 30. September 2015 wurde das Album schließlich in die Liste indizierter Trägermedien aufgenommen.